# Wichita (Schiff, 1939)
Die USS Wichita (CA-45) war ein Schwerer Kreuzer der US Navy, der im Februar 1939 in Dienst gestellt wurde. Bei der Wichita handelte es sich um einen verbesserten Einzelentwurf, der auf dem Rumpf und der Maschinenanlage der älteren Brooklyn-Klasse basierte. Hierbei unterschied sich das Schiff vor allem in seiner stärkeren Bewaffnung und Panzerung. Diese Verbesserungen flossen später in die Konstruktion der nachfolgenden Baltimore-Klasse ein.
Nach ihrer Indienststellung war die Wichita für Neutralitätspatrouillen in Europa stationiert. Nach Kriegseintritt der Vereinigten Staaten begleitete sie unter anderem Nordmeergeleitzüge und andere Konvois. Im November 1942 nahm das Schiff an der Operation Torch teil. Ab 1943 wurde die Wichita im Pazifikkrieg eingesetzt. Zu ihren dortigen Einsätzen zählten die Schlacht in der Philippinensee sowie die See- und Luftschlacht im Golf von Leyte im Jahr 1944. Den wohl wichtigsten Kriegseinsatz hatte das Schiff im folgenden Jahr während der Schlacht um Okinawa.
Nach dem Krieg blieb die Wichita noch bis zum Februar 1947 im aktiven Dienst und wurde anschließend zur Reserveflotte verlegt. Ein geplanter Umbau zum Lenkwaffenkreuzer Ende der 1940er-Jahre fand nicht statt. Nach der Streichung aus dem Naval Vessel Register im Januar 1959 ging das Schiff im August 1959 zum Abbruch nach Florida.

## Technik

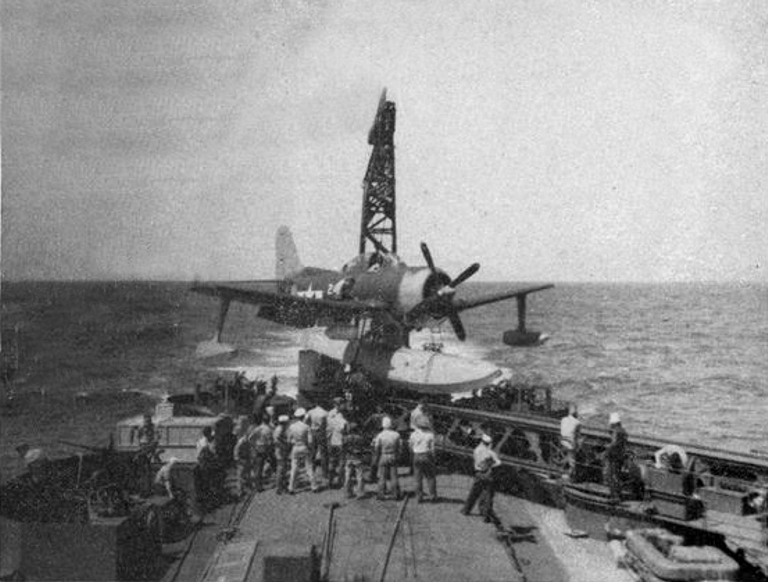
Blick auf das Flugzeugkatapult der Wichita im Jahr 1945

Die Wichita entstand auf Basis des Rumpfes der älteren Brooklyn-Klasse, die ab 1937 in Fahrt kam. Sie war 185,42 Meter lang, 18,82 Meter breit und besaß einen Tiefgang von maximal 7,24 Meter. Die Verdrängung des Schiffes lag bei 10.759 Tonnen, voll beladen bei 13.224 Tonnen. Die Besatzung bestand aus 929 Mann.
Auch die Maschinenanlage der Wichita stammte vom Entwurf der Brooklyn-Klasse. Angetrieben wurde sie von vier Dampfturbinen des Herstellers Babcock & Wilcox, die mit einer Gesamtleistung von 101.390 PS auf vier Propeller wirkten. Das Schiff konnte so eine Höchstgeschwindigkeit von bis zu 33 Knoten erreichen.
Die Wichita verfügte über einen bis zu 160 mm dicken Panzergürtel auf Höhe der Wasserlinie. Ihr Deck besaß eine Panzerung von 57 mm, ihre Geschütztürme bis zu 203 mm. Die Hauptbewaffnung des Schiffes bestand aus insgesamt neun 8-Zoll-L/55-Schnellfeuergeschützen, die in drei Dreifach-Geschütztürmen montiert waren. Zur weiteren Bewaffnung gehörten acht 5-Zoll-L/38-Geschütze, 24 40-mm-Bofors-Geschütze sowie achtzehn 20-mm-Oerlikon-Kanonen. Des Weiteren war die Wichita mit vier Wasserflugzeugen ausgestattet, die von einem Flugzeugkatapult am Heck des Schiffes starten konnten.

## Planung und Bau

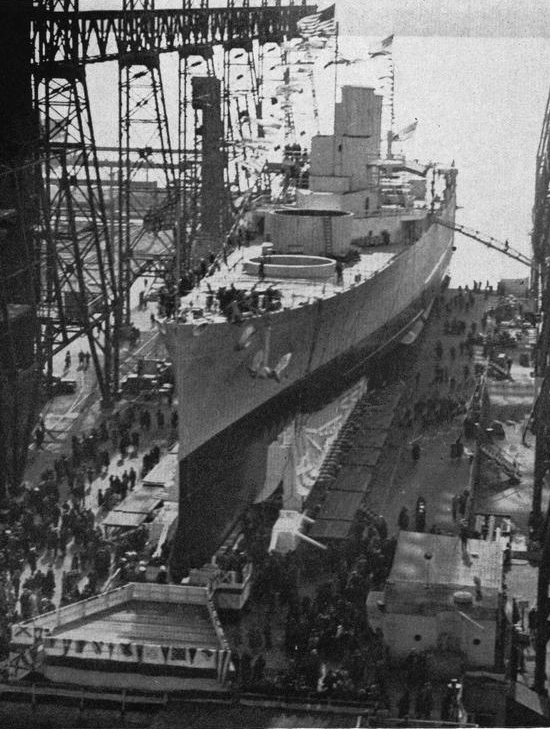
Stapellauf der Wichita, 16. November 1937

Die Wichita gehörte zu einer Reihe Schwerer Kreuzer, die Anfang der 1930er-Jahre vom damaligen United States Secretary of the Navy Curtis D. Wilbur in Auftrag gegeben wurden. Sie war der letzte in Dienst gestellte Schwere Kreuzer der United States Navy, der nach den Vorgaben des Londoner Flottenvertrags konstruiert wurde und somit eine Tonnage von unter 10.000 Tonnen besitzen sollte.
Ursprünglich sollte die Konstruktion der Wichita auf den Schiffen der New-Orleans-Klasse basieren, aufgrund der besseren Stabilität entschied man sich jedoch stattdessen für die Brooklyn-Klasse. Während die Abmessungen und die technischen Leistungen der Wichita beinahe identisch waren, unterschied sie sich von den Brooklyns in ihrer verstärkten Panzerung und besseren Bewaffnung. Sie gilt somit als eine Art Zwischenstufe zwischen der Brooklyn-Klasse und der nachfolgenden Baltimore-Klasse, die auf viele Neuerungen der Wichita zurückgriff.
Die Wichita wurde am 28. Oktober 1935 in der Philadelphia Naval Shipyard auf Kiel gelegt und am 16. November 1937 vom Stapel gelassen. Der Bau war bis zum Februar 1938 abgeschlossen, doch wegen technischer Probleme verzögerte sich die Ablieferung. Da das Schiff die festgelegte Grenze von 10.000 Tonnen überschritt, wurde es Anfangs nur mit zwei der eigentlich acht 5-Zoll-L/38-Geschütze ausgestattet. Als diese im Nachhinein ausgerüstet wurden, zeigte sich eine zu hohe Topplastigkeit der Wichita. Abhilfe verschafften etwa 200 t Ballast aus Roheisen, die zur besseren Stabilität im Kielbereich des Rumpfes verbaut wurden.
Am 16. Februar 1939 konnte die Wichita schließlich unter dem Kommando von Captain Thaddeus A. Thomson in Dienst gestellt werden.

## Dienstzeit

### Frühe Dienstzeit

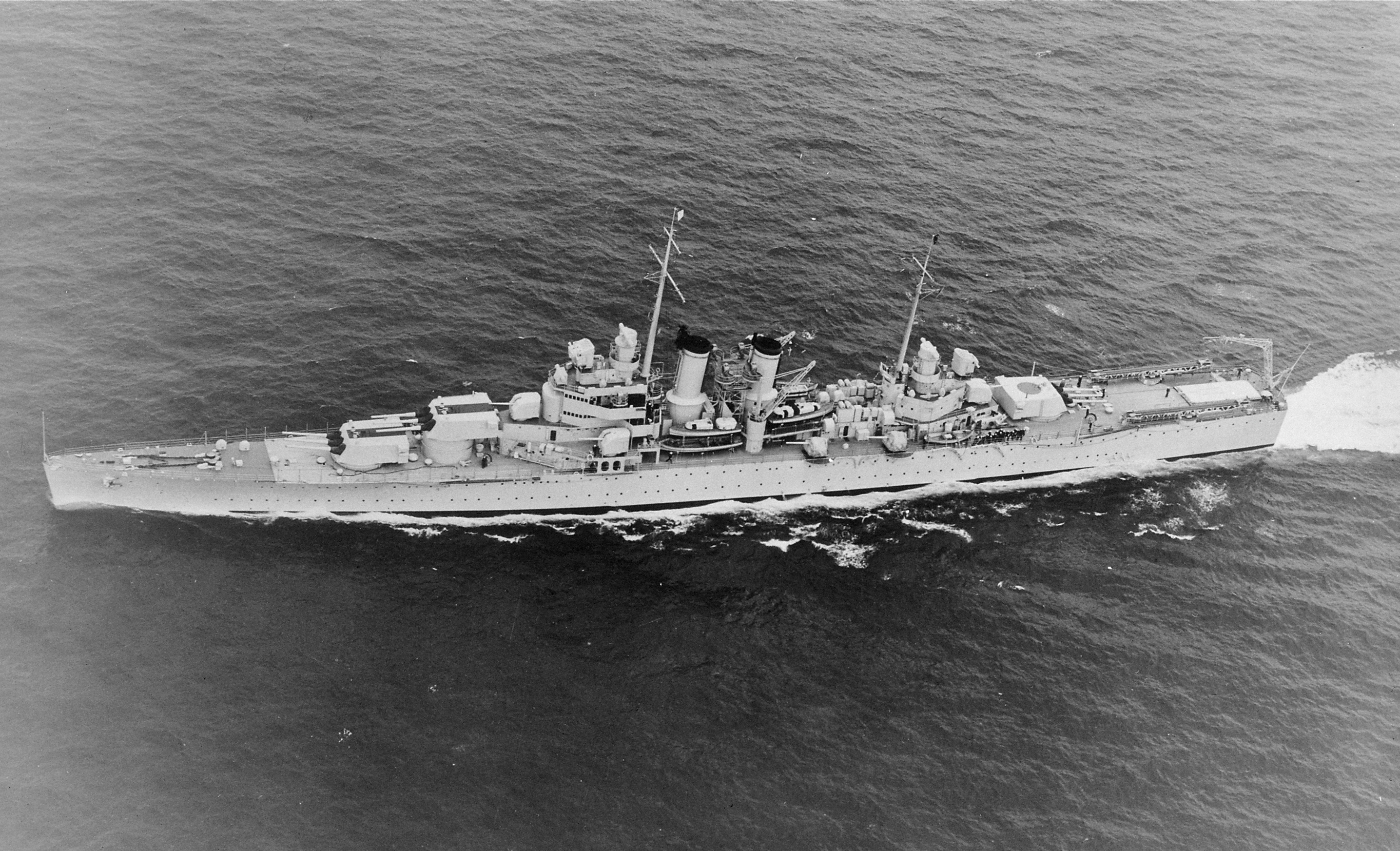
Die Wichita im Mai 1940

Am 20. April 1939 traf die Wichita von ihrem Entstehungsort Philadelphia in Houston ein, um an Gedenkfeierlichkeiten am San Jacinto Monument teilzunehmen. Anschließend brach das Schiff am 1. Mai zu seiner Erprobungsfahrt auf, die es auf die Jungferninseln, nach Kuba und auf die Bahamas führte. Anschließend kehrte es für Werftarbeiten nach Philadelphia zurück.
Kurz nach Ausbruch des Zweiten Weltkriegs in Europa wurde die Wichita am 25. September 1939 Teil der Cruiser Division 7, die in Hampton Roads stationiert war. Ihre erste Neutralitätspatrouille absolvierte sie von 4. bis zum 9. Oktober. Nach einer Überholung in der Norfolk Naval Shipyard brach das Schiff am 4. Dezember 1939 zur Guantanamo Bay Naval Base, wo es Teil einer Patrouille durch die Karibik wurde. Neben der Wichita gehörten hierzu der Kreuzer Vincennes sowie insgesamt fünf Zerstörer. Nach mehreren Übungseinsätzen kehrte das Schiff im Februar 1940 nach Philadelphia zurück, von wo aus es bis Mai für weitere Übungseinsätze diente.
Im Juni 1940 nahm die Wichita zusammen mit der Quincy an einer Fahrt nach Südamerika teil, die nach Brasilien, Argentinien und Uruguay führte. Beide Einheiten beendeten ihre Fahrt am 24. September 1940. Es folgten weitere Übungseinsätze, ehe die Wichita im April 1941 in Begleitung des Flugzeugträgers Ranger und des Schweren Kreuzers Tuscaloosa zu einer Patrouille in den Nordatlantik aufbrach, die sie bis etwa 800 Seemeilen vor die Küste von Irland führte.
Nach einer Überholung in der New York Navy Yard traf das Schiff am 27. Juli 1941 als Teil der Task Force 16 in Island ein, am 6. August ankerte es gemeinsam mit dem Flugzeugträger Wasp und dem Schlachtschiff Mississippi in Reykjavík, um Truppen und Ausrüstung abzuladen. Nachdem der Einsatz am 20. August beendet wurde, kehrte die Wichita am 28. September nach Reykjavík zurück. Während des Angriffs auf Pearl Harbor am 7. Dezember 1941 befand sich das Schiff in Hvalfjörður, von wo aus es zu Patrouillen in der Dänemarkstraße aufbrach.

### Einsatz im Atlantikkrieg

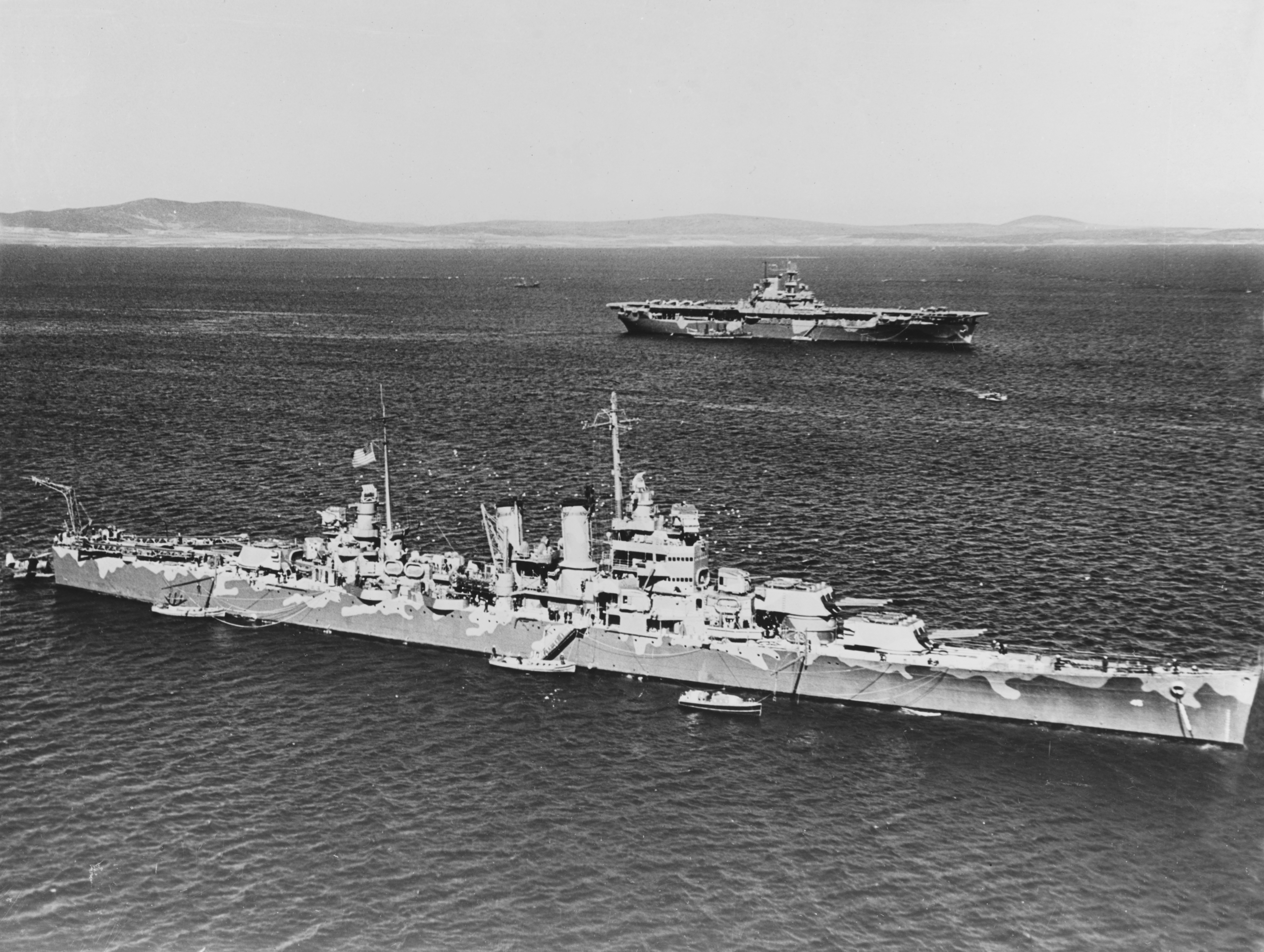
Die Wichita mit dem Flugzeugträger Wasp in Scapa Flow, April 1942

Am 15. Januar 1942 wurde die Wichita in Hvalfjörður liegend von einem schweren Sturm getroffen, der Windgeschwindigkeiten von bis zu 150 km/h erreichte. Hierbei wurde das Schiff beschädigt, nachdem es zuerst mit dem Frachtschiff West Nohno und dem Trawler Ebor Wyke kollidiert war und anschließend auf Grund lief. Am nächsten Tagen wurden mehrere Lecks sowie Beschädigungen am Rumpf durch die Grundberührung festgestellt, weshalb die Wichita zur New York Naval Yard zurückkehren musste, wo sie am 9. Februar eintraf. Die Reparaturen dauerten bis zum 26. Februar an. Erst Anfang März 1942 war das Schiff wieder einsatzfähig.
Am 26. März 1942 brach die Wichita von den Vereinigten Staaten aus nach Scapa Flow auf, wo sie zur Unterstützung der britischen Home Fleet eingesetzt werden sollte. Sie war hierbei der Task Force 39 unterteilt, zu der unter anderem der Flugzeugträger Wasp, das Schlachtschiff Washington, der Kreuzer Tuscaloosa und acht Zerstörer gehörten. Nach Ankunft in Scapa Flow nahm die Wichita an mehreren Übungen mit den britischen Einheiten teil, ehe sie am 28. April ihren ersten gemeinsamen Einsatz mit der Sicherung der Nordmeergeleitzüge QP 11 und PQ 15 hatte.
Die Hauptaufgabe der Wichita war fortan die Sicherung weiterer Nordmeergeleitzüge, darunter Geleitzug PQ 16 im Mai 1942 sowie Geleitzug PQ 17 im Juli 1942.
Im November 1942 nahm das Schiff an der Operation Torch teil und war hierbei der Task Group 34.1 unter dem Kommando von Admiral H. Kent Hewitt unterstellt. Zur selben Task Group gehörten das Schlachtschiff Massachusetts sowie der Schwere Kreuzer Tuscaloosa. Hierbei beteiligte sich der Verband unter anderem an der Beschädigung des französischen Schlachtschiffs Jean Bart.

### Einsatz im Pazifikkrieg

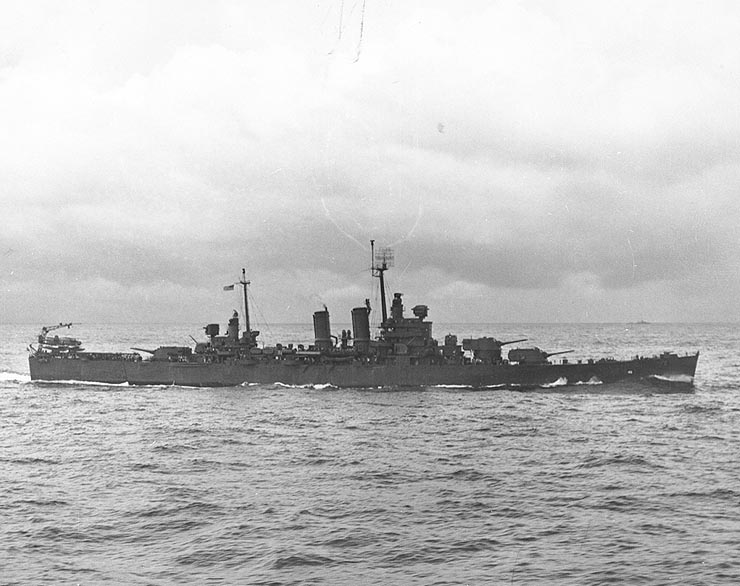
Die Wichita im Mai 1944

Nach einer weiteren Überholung in New York wechselte die Wichita zur Task Force 18 und wurde nach Guadalcanal verlegt. Während seines Einsatzes im Pazifikkrieg nahm das Schiff so unter anderem an der Schlacht in der Philippinensee sowie an der See- und Luftschlacht im Golf von Leyte im Jahr 1944 teil. Während der Schlacht von Leyte beteiligte sich die Wichita an der Versenkung des japanischen Leichten Flugzeugträgers Chiyoda, bei deren Untergang es vermutlich keine Überlebenden gab.
Ab dem 20. März 1945 nahm das Schiff an der Schlacht von Okinawa teil, wo es Feuerunterstützung gab und Minenabwehrfahrzeuge bewachte. Nachdem sie am 25. März Stellungen am Festland beschossen hatte, wurde die Wichita von japanischen Flugzeugen angegriffen, blieb jedoch unbeschädigt. Eines der japanischen Flugzeuge konnte abgeschossen werden. Weitere Feuerunterstützung gab das Schiff während der Landung amerikanischer Truppen an Okinawas Küste am 1. Juni. Die Wichita blieb bis zum Kriegsende vor Okinawa in Einsatz und wurde mehrfach vergeblich angegriffen, ohne je beschädigt worden zu sein.
Für seine Leistungen im Zweiten Weltkrieg wurde das Schiff mit insgesamt 13 Battle Stars ausgezeichnet.

### Nachkriegszeit und Ausmusterung
Nach dem Ende des Krieges blieb die Wichita noch bis zum 3. Februar 1947 im aktiven Dienst und wechselte anschließend in die Reserveflotte in Philadelphia. Ende der 1940er-Jahre plante die United States Navy einen Umbau des Schiffes zum Lenkwaffenkreuzer, doch dies wurde nicht verwirklicht, da man sich stattdessen für die moderneren Boston und Canberra entschied. Die Wichita wurde am 1. März 1959 aus dem Naval-Vessel-Register gestrichen und im August 1959 zum Abbruch an Union Minerals and Alloys Corp. in Florida verkauft.